# Lovesick Duo
Lovesick è una formazione musicale italiana contemporanea di musica rock and roll che spazia nella musica country con connotazione western swing. Il progetto musicale è stato formato nel 2015 dal chitarrista e cantante Paolo Roberto Pianezza e dalla contrabbassista Francesca Alinovi.

## Biografia
Dall'album All Over Again pubblicato nel 2020 sono estratti tre singoli per la rotazione radiofonica supportata da A-Z Press.
Nello stesso anno ricevono la candidatura per il premio statunitense Western Artists’ Award 2021.
Partecipano a Casa Sanremo condotto da Red Ronnie in occasione della 71ª edizione del Festival della Canzone Italiana e come attori-musicisti nella serie tv di Sky Italia Speravo de morì prima dedicata a Francesco Totti e nel film Lamborghini - The Man Behind the Legend.
Nel 2021 pubblicano l'album-fumetto A Country Music Adventure composto da 16 brani per celebrare i pionieri della country music del novecento, facendo seguire un tour..
Nel 2022 hanno effettuato opening-act per Ben Harper, Toquinho, Edoardo Bennato ed hanno suonato in grandi festival europei in cartellone con The Offspring, Ten Years After, Social Distortion, Walter Trout e Orchestra Casadei.
Nel 2023, in qualità di attori-musicisti, hanno preso parte alle scene del film Miss Fallaci, in uscita cinema nel 2024, hanno registrato il loro sesto album in studio a Los Angeles e hanno effettuato opening-act per Zucchero Fornaciari alla RCF Arena Campovolo di Reggio Emilia davanti ad un pubblico di 35.000 persone. , al Teatro Valle dei Templi di Agrigento e per tre concerti consecutivi al Teatro Greco di Siracusa. 
Ricevono la nomination per l'Ameripolitan Music Awards 2024 in Austin, Texas nella categoria Western Swing band.
Il 28 giugno 2024 pubblicano l'album  Remember My Name registrato a Los Angeles, distribuito in tutto il mondo grazie a DixieFrog Records (Europa), MGM Distribution (Australia e Nuova Zelanda) ed Edgewater Music Group (Stati Uniti, Canada e resto del mondo) .

## Discografia

### Album in studio
- 2015 - Lovesick Duo - CD
- 2017 - The New Orleans Session - CD
- 2018 - La Valigia di Cartone - CD
- 2020 - All Over Again - CD / Vinile 33giri
- 2021 - A Country Music Adventure - CD / Vinile 33giri
- 2024 - Remember My Name - CD / Vinile 33giri

### Singoli
- 2015 - Run Run Rudolph
- 2016 - Santa Bring My Baby Back To Me
- 2017 - Silver Bells
- 2018 - Santa Looked at Lot Like Daddy
- 2019 - Wildays
- 2019 - Buon Natale
- 2020 - A Testa in Giù
- 2020 - All Over Again / Second Chance - 45 giri
- 2021 - I Don't Want You To Leave / More Than Just One Kiss - 45 giri
- 2022 - Our Highest Peak
- 2023 - Goin' Down
- 2023 - Until I'm Done
- 2024 - You And I
- 2024 - Remember My Name

### Raccolte
- 2020 - A.A.V.V. - All You Can Beat: Kitchens, Toilets & Musicians in a Pandemic vol. 1 - MC
- 2021 - A.A.V.V. - The Firebird Rock'n'Roll Cruise 2021 - CD
- 2022 - A.A.V.V. - The Firebird Rock'n'Roll Cruise 2022 - CD
- 2025 - A.A.V.V. - Johnny Cash Is A Friend Of Us - 2CD

### Collaborazioni
- 2012 - con Paul maD Gang - Full Power
- 2013 - con Paul maD Gang - Vodka & Gin (live) - 45 giri
- 2013 - con Paul maD Gang - Riding with Me
- 2018 - con Osteria del Mandolino - Sotto la Magnolia in Cuori Solitari
- 2019 - con Craig Judelman & The Milksoup Orchestra - Grandma's Recipe
- 2021 - con Gloria Turrini & Mecco Guidi - G & The Doctor in A Rocking Good Way
- 2021 - con Franz Campi - Il Sentimento Prevalente in Mentre Sprofondi e Bruci

## Filmografia

### Cinema
- 2020 - Mental (serie televisiva 2020), regia di Michele Vannucci
- 2021 - Speravo de morì prima, regia di Luca Ribuoli
- 2022 - Lamborghini - The Man Behind the Legend, regia di Robert Moresco
- 2025 - Miss Fallaci, prod. Paramount e Minerva Pictures